# Società elvetica (1761)
La Società elvetica (in tedesco: Helvetische Gesellschaft, in francese: Société helvétique)  è stata una associazione svizzera di stampo illuminista, fondata tra il 1761 e il 1762 a Schinznach Bad.

## Storia

### Fondazione

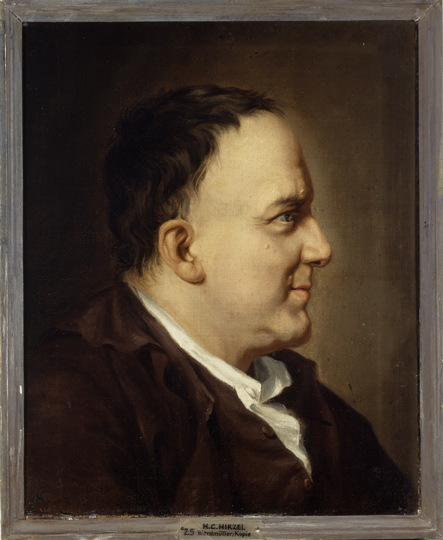
Hans Caspar Hirzel fu uno dei fondatori della Società Elvetica

L'associazione fu fondata da un gruppo di amici riuniti attorno a Isaak Iselin, segretario del Consiglio basilese, Hans Caspar Hirzel, medico cittadino di Zurigo, Joseph Anton Felix von Balthasar, Consigliere lucernese, e Daniel von Fellenberg, professore di diritto bernese. Radunava i maggiori esponenti dell'Illuminismo svizzero del XVIII secolo. Tra questi, il filosofo e medico Johann Georg Zimmermann di Brugg, il poeta e artista zurighese Salomon Gessner e i fisiocratici bernesi Johann Rudolf Tschiffeli, Vinzenz Bernhard e Niklaus Emanuel Tscharner contribuirono alla notorietà della associazione in altri paesi.
I membri della associazione, animati da un comune sentimento di insoddisfazione di fronte all'immobilismo che regnava nei tredici cantoni, si erano prefissati, dopo vivaci discussioni, di promuovere l'amicizia e la concordia tra i Confederati. L'assemblea annuale che si teneva in maggio (a Olten dal 1780, ad Aarau nel 1795-97), alla presenza di illustri ospiti stranieri, offriva un'occasione unica di scambi e incontri. Un segretario si occupava di pubblicarne gli atti. Le allocuzioni del presidente e i dibattiti riflettevano tutti gli aspetti dell'Illuminismo svizzero: concernevano il miglioramento delle condizioni in tutti gli ambiti della vita, ma non intendevano modificare il sistema politico. La Società elvetica aspirava a delle riforme, non a una rivoluzione, e elaborava scenari utopici la cui messa in atto competeva alle società locali.

### Repressione e rinnovamento
In seguito alle repressioni, motivate da ragioni politiche e confessionali, esercitate dalle autorità a Berna nel 1766, a Lucerna tra il 1769 e il 1770, e dal vescovo di Losanna nel 1767, la generazione dei fondatori fece posto a membri più giovani. Il semplice piacere di incontrarsi e divertirsi prese il sopravvento sul dialogo serio, al punto da conferire alla associazione, secondo Johann Jakob Huber, il carattere di una kermesse patriottica (Patriotenkilbe). In quel periodo il numero dei suoi aderenti salì a oltre 200.
Accanto a proprietari terrieri, ecclesiastici, commercianti, magistrati e funzionari amministrativi, tra i membri della Società elvetica figuravano, anche se in numero minore, professori, medici, ufficiali del servizio mercenario, artigiani e artisti di entrambe le confessioni. Molti di loro ricoprivano cariche politiche. Le città soggette erano rappresentate come i capoluoghi dei cantoni sovrani e Mulhouse. A Olten mogli e figlie furono ammesse come ospiti. La Svizzera francese fu regolarmente rappresentata dagli anni 1780 e 1790 da Philippe-Sirice Bridel e Pierre Frédéric Touchon, che presiedette la società nel 1797. Non si conoscono invece rappresentanti della Svizzera italiana. Tra i membri stranieri troviamo il principe Ludwig Eugen von Württemberg, Johann Georg Schlosser, cognato di Johann Wolfgang von Goethe, e il pedagogo alsaziano Gottlieb Konrad Pfeffel.

### Gli ultimi anni
Con l'obiettivo di riformare l'organizzazione militare della Confederazione, nel 1779 alcuni membri della società fondarono a Olten la Società militare elvetica. Entrambe le associazioni cessarono le attività dopo il 1797. La Società elvetica venne ricostituita nel 1807, ma si trasformò gradualmente in una sorta di assemblea popolare del movimento liberale e radicale, prima di sciogliersi nuovamente nel 1858. Gli sforzi intrapresi per rilanciare la Società militare elvetica portarono, dopo il 1833, alla creazione della Società svizzera degli ufficiali.

## Impatto sulla società svizzera

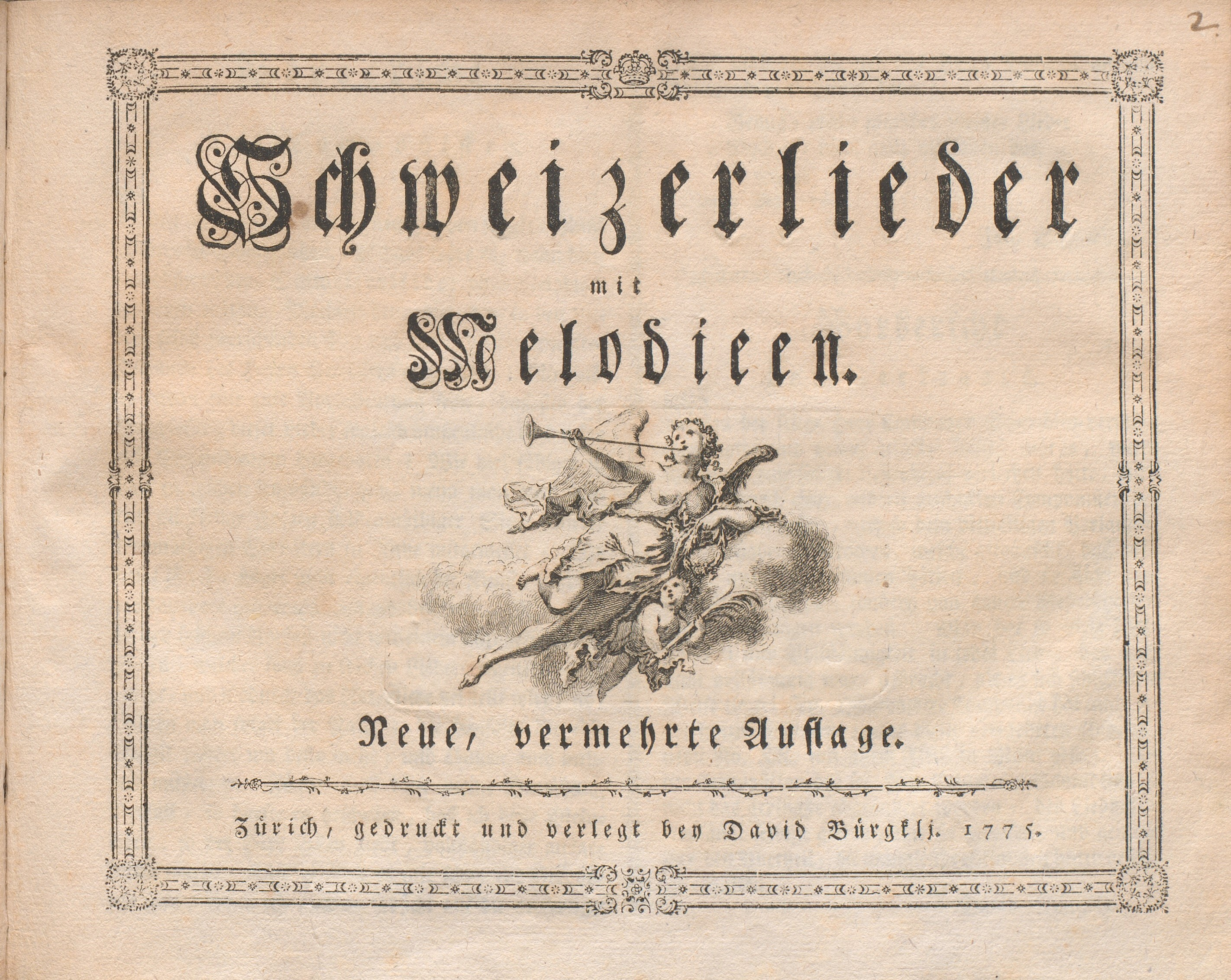
Copertina degli Schweizerlieder

La Società elvetica interpretò la storia nazionale come un'evoluzione continua delle virtù repubblicane verso la libertà, l'uguaglianza e il superamento del confessionalismo. Il discorso riformista implicava il miglioramento dell'educazione, il perfezionamento morale dell'individuo e lo sviluppo delle basi economiche. Centro del movimento societario e più importante associazione che riuniva rappresentanti da tutto il Paese, la Società elvetica favorì lo sviluppo di un nuovo sentimento nazionale e la coesione all'interno della Confederazione. Il patriottismo elvetico celebrato durante le assemblee trovò un'espressione concreta negli Schweizerlieder di Johann Kaspar Lavater e nel culto di Guglielmo Tell.
L'associazione ispirò la nascita di una Nuova società elvetica, fondata nel 1912.